# Clavularia ornata
Clavularia ornata is een zachte koraalsoort uit de familie Clavulariidae. De koraalsoort komt uit het geslacht Clavularia. Clavularia ornata werd in 1931 voor het eerst wetenschappelijk beschreven door Thomson & Dean. 